# マリーア・レダエッリ＝グラノーリ
マリーア・レダエッリ＝グラノーリ（Maria Redaelli-Granoli、1899年4月3日 - 2013年4月2日）は、イタリア及びヨーロッパで最高齢だった人物。世界では木村次郎右衛門、大川ミサヲ、ガートルード・ウィーバーに次いで第4位の長寿であった。ロンバルディア州に在住していた。
ミラノ近郊のインザーゴ出身。

## 長寿記録
- 2012年12月17日、世界最高齢の女性ディーナ・マンフレディーニの死去に伴い、イタリア出身の他国へ移住した人物も含めてイタリア人の最高齢となった。
- 2013年1月12日には、日本人女性大久保琴の死去に伴い、113歳284日で世界第4位の長寿となった。
- 2013年4月2日、114歳の誕生日の前日に死去。

ヨーロッパ最高齢の人物は同じくイタリアのエンマ・モラーノ（1899年11月29日生）となった。